# رانینگ وایلد (گروه موسیقی)
رانینگ وایلد (به انگلیسی: Running Wild) یک گروه هوی متال آلمانی است که در سال ۱۹۷۶ در هامبورگ تشکیل شد. آنها بخشی از صحنهٔ متال آلمان بودند که در اوایل تا اواسط دههٔ ۱۹۸۰ ظهور کردند، و همچنین به عنوان یکی از به اصطلاح «چهار بزرگ» پاور متال کشور، همراه با گریو دیگر، هلووین و ریج در نظر گرفته می‌شوند. در طول دوران حرفه‌ای خود، آنها ۱۷ آلبوم استودیویی، سه آلبوم زنده، پنج آلبوم تلفیقی و شش تک آهنگ/چندآهنگه منتشر کرده‌اند.
اگرچه انتشارات قبلی آنها حاوی مضامین و تصاویر شیطانی‌پرستی بود، اما از آلبوم سوم به بعد، موضوع اصلی گروه حول محور دزدان دریایی، قایقرانی و سایر رویدادهای تاریخی بود. در سال ۱۹۸۷، گروه آلبوم Under Jolly Roger را منتشر کرد که تغییری به مضامین دزدان دریایی و تاریخی بود و در دههٔ ۲۰۰۰ در این فرایند، زیرژانر Pirate metal را برای هوی متال ایجاد کرد و بر آن تأثیر گذاشت. در حالی که اشعار تاریخی در ابتدا بسیار سطحی بودند، اشعار آلبوم‌های بعدی به‌ویژه توسط رولف کاسپارک، خوانندهٔ اصلی، به شدت مورد بررسی و نقد قرار گرفتند.
در آوریل ۲۰۰۹، کاسپارک اعلام کرد که رانینگ وایلد از هم جدا شده است. آخرین نمایش آنها در وکن اوپن ایر در ژوئیه همان سال بود که برای انتشار در سی‌دی و دی‌وی‌دی ضبط شد و در سال ۲۰۱۱ با نام The Final Jolly Roger ظاهر شد. این جدایی موقتی بود زیرا آنها در سال ۲۰۱۲ دوباره متحد شدند. رانینگ وایلد برای فستیوال وکن اوپن ایر در سال ۲۰۱۵ به صورت زنده برنامه اجرا کرد. تا سال ۲۰۲۱، گروه ۱۷ آلبوم استودیویی منتشر کرده بود که آخرین آنها Blood on Blood بود.

## تاریخچه

### سال‌های اولیه و اولین آلبوم‌ها
این گروه در سال ۱۹۷۶ با نام Granite Heart تشکیل شد، اما در سال ۱۹۷۹ نام خود را به رانینگ وایلد، پس از آهنگ گروه جوداس پریست به همین نام، تغییر دادند. گروه اولین دموی خود را در سال ۱۹۸۱ ضبط کرد و آهنگ‌های War Child و Hallow the Hell و King of the Midnight Fire را به نمایش گذاشت. دو قطعه اول از این آهنگ‌ها در آلبوم تلفیقی Debüt №۱ در لیبل Raubbau ظاهر شدند. در ژوئن ۱۹۸۴، گروه شروع به کار بر روی اولین آلبوم خود Gates to Purgatory کرد که توسط ناشر آلمانی نویز رکوردز منتشر شد و اشعاری شیطانی داشت. این آلبوم موفقیت‌آمیز بود و گروه به سرعت طرفدارانی پیدا کرد. گیتاریست جرالد «پریچر» وارنک بلافاصله پس از انتشار آلبوم گروه را ترک کرد. (وارنک در آن زمان در حال تحصیل الهیات بود و اکنون شبان در کلن است) گروه به‌زودی ماجک موتی را به جای او به خدمت گرفت و به‌زودی در سال ۱۹۸۵ در دنبالهٔ کار خود Branded and Exiled را ضبط کردند. این آلبوم آخرین انتشار گروه با تصاویر شیطانی در موسیقی آنها بود.

### افزایش محبوبیت، موفقیت و آلبوم‌های بعدی
برای نسخهٔ بعدی، گروه صدا و تصویر خود را تغییر داد و تم دزدان دریایی را پذیرفت. این گروه آلبوم Under Jolly Roger را در سال ۱۹۸۷ منتشر کرد. این تغییر قابل توجهی را ثابت می‌کند زیرا گروه با اشعار مربوط به دزدان دریایی و رویدادهای تاریخی، بیشتر به عنوان یک گروه (Pirate metal) شناخته می‌شود. با این آلبوم، گروه هویت خود را پیدا کرد و موضوع دزدان دریایی در انتشارات بعدی آنها برجسته شد. انتشار بعدی آنها در سال ۱۹۸۸، Port Royal سبک ترانه‌سرایی بالغ‌تری داشت و موضوع دزدان دریایی را که در آلبوم قبلی آنها بررسی شده بود، گسترش داد. این آلبوم یکی از اولین حماسه‌های گروه به نام کالیکو جک را داشت. در سال ۱۹۸۹، انتشار پنجمین آلبوم استودیویی گروه Death or Glory، بود. این تور موفقیت‌آمیز بود و کنسرتی در طول تور فیلمبرداری شد و با عنوان Death or Glory Tour منتشر شد. این آلبوم و تور، آخرین انتشار با گیتاریست مایک موتی و درامر ایان فینلی بود.
پس از خروج موتی و فینلی، کاسپارک، گیتاریست اکسل مورگان و درامر رودیگر درفین را برای ضبط اولین آلبوم گروه در دو سال، Blazon Stone که در سال ۱۹۹۱ منتشر شد، استخدام کرد. این آلبوم روند گروه را در نوشتن دربارهٔ موضوعات تاریخی ادامه داد. این آلبوم تغییری جزئی در صدای کلی آنها داشت، زیرا گروه یک رویکرد متال با سرعت بیشتری را برای آهنگ‌های خود به ارمغان آورد، که در سراسر انتشار آنها در طول دهه رایج بود. در سال ۱۹۹۲، گروه کار بر روی آلبوم Pile of Skulls را آغاز کرد. در همین زمان، کاسپارک بیشتر به تئوری‌های توطئه علاقه‌مند شد و اساس آلبوم بعدی، Black Hand Inn در سال ۱۹۹۴ شد.
آلبوم Masquerade در سال ۱۹۹۵ اولین آلبوم از سه‌گانهٔ آلبوم‌هایی بود که با موضوع خاصی سروکار داشتند. این آلبوم یکی از بدترین آلبوم‌های رانینگ وایلد تا آن زمان بود. آلبوم دوم در ۱۹۹۸، The Rivalry تحت عنوان ناشر جدید GUN Records همراه شد که پایان این سه‌گانه با Victory در سال ۲۰۰۰ به اوج خود رسید. این آخرین آلبوم با درامر یورگ مایکل بود. با تغییرات زیادی در ترکیب، رانینگ وایلد به عنوان یک پروژه انفرادی در نظر گرفته شد، زیرا گیتاریست و ترانه‌سرای اصلی، رولف کاسپارک تنها عضو ثابت گروه باقی ماند. آلبوم The Brotherhood در سال ۲۰۰۲ منتشر شد. همچنین رانینگ وایلد در ۹ ژوئن ۲۰۰۲ در بزرگ‌ترین فستیوال متال ایتالیا، گادز آو متال برنامه اجرا کرد. سه سال دیگر طول کشید تا رانینگ وایلد آلبوم دیگری به نام Rogues en Vogue را در سال ۲۰۰۵ منتشر کرد.

### آلبوم جولی راجر نهایی، وقفه و اتحاد مجدد

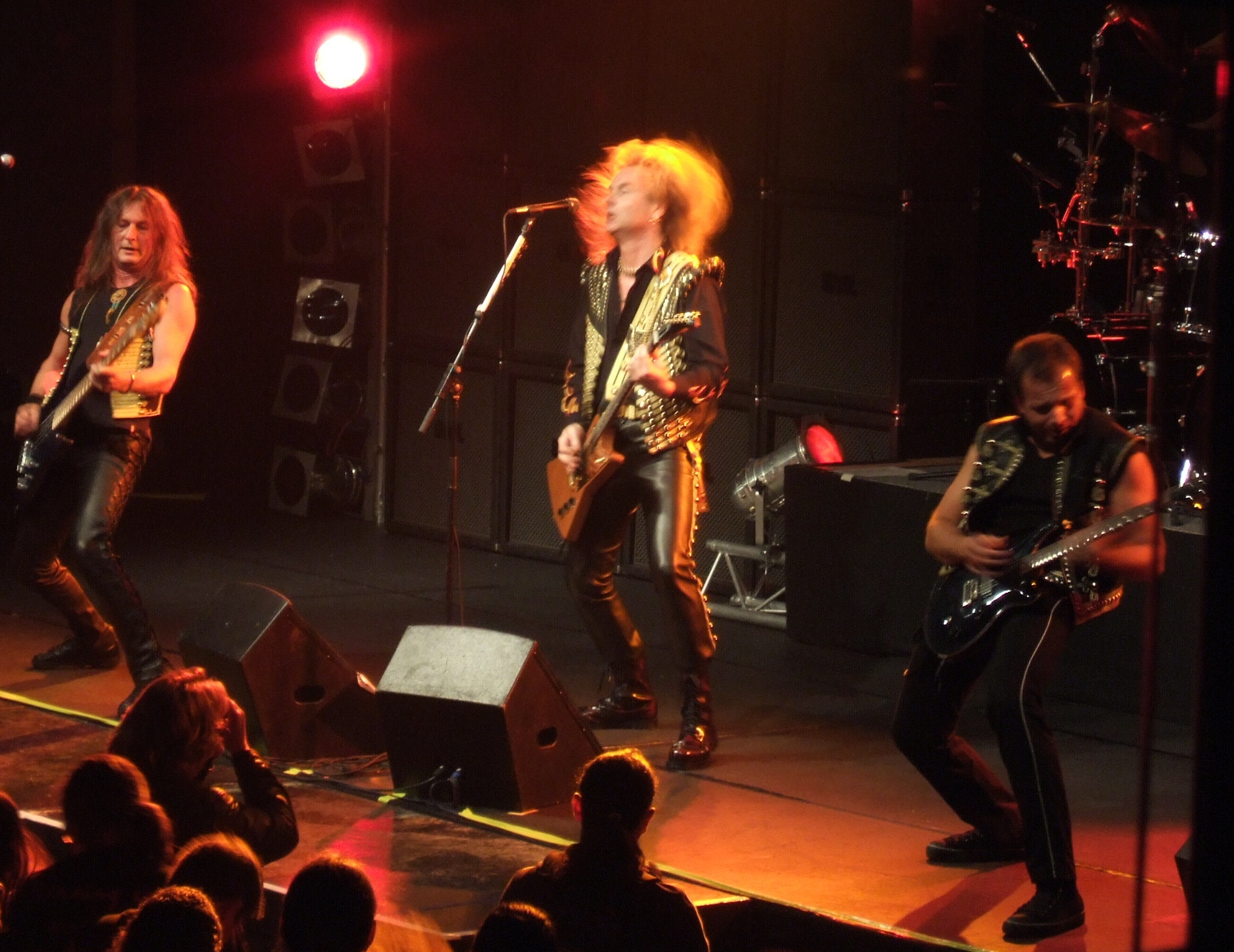
اجرای زندۀ رانینگ وایلد در کنسرت، بن ۲۰۰۵

در ۱۷ آوریل ۲۰۰۹، رولف کاسپارک انحلال رانینگ وایلد را اعلام کرد. گروه آخرین نمایش خود را در وکن اوپن ایر در ۳۰ ژوئیه ۲۰۰۹ اجرا کرد که قرار بود برای انتشار دی‌وی‌دی بعدی ضبط شود. تلاش حاصله The Final Jolly Roger در ۲۴ ژوئن ۲۰۱۱ در قالب سی‌دی و دی‌وی‌دی منتشر شد. در ماه مه ۲۰۱۱، کاسپارک توضیح داد که به دلیل دیگر خواسته‌های خودش نمی‌خواهد گروه برگردد. در اکتبر ۲۰۱۱، رانینگ وایلد اصلاح شد و اعلام کرد که آلبوم جدیدی با عنوان Shadowmaker را ضبط خواهند کرد، که در ۲۰ آوریل ۲۰۱۲ از طریق ناشر آلمانی اس پ فاو منتشر شد. در نوامبر ۲۰۱۲، کاسپارک و پیتر جردن، گیتاریست، یک پروژه جانبی به نام Giant X تشکیل دادند و آلبومی با عنوان «/» در ژانویه ۲۰۱۳ منتشر کردند.
آلبوم بعدی Resilient در ۴ اکتبر ۲۰۱۳ منتشر شد. گروه در فستیوال وکن ۲۰۱۵ ظاهر شد و یک آهنگ کاملاً جدید از یک آلبوم که قرار بود در آینده منتشر شود را اضافه کرد. شانزدهمین آلبوم Rapid Foray در ۲۶ اوت ۲۰۱۶ منتشر شد. در ۶ دسامبر ۲۰۱۹، یک آلبوم چندآهنگه با عنوان Crossing the Blades به عنوان یک اشارهٔ اولیه برای یک آلبوم جدید منتشر شد. هفدهمین آلبوم رانینگ وایلد Blood on Blood در ۲۹ اکتبر ۲۰۲۱ منتشر شد. آهنگ آنها Diamonds and Pearls توسط مجلهٔ اینترنتی لودوایر به عنوان سی و یکمین آهنگ برتر متال سال ۲۰۲۱ انتخاب شد.
در ۱۶ فوریه ۲۰۲۳، گیتاریست سابق مایکل «ماجک موتی» کوپر در سن ۶۵ سالگی درگذشت.

## اعضا

### ترکیب فعلی
- رولف کاسپارک – آواز، گیتار (۲۰۰۹–۱۹۷۶، ۲۰۱۱–اکنون)
- پیتر جردن – گیتار (۲۰۰۹–۲۰۰۴، ۲۰۱۱–اکنون)
- اوله همپلمن – گیتار بیس (۲۰۱۵–اکنون)
- مایکل ولپرز – درام (۲۰۱۵–اکنون)

### ترکیب پیشین
| گیتار:                                         |  | گیتار بیس:                   |  | درامز:                                 |
| اووه بندیگ (۱۹۸۲-۱۹۷۶)                         |  | یورگ شوارتز (۱۹۷۶)           |  | مایکل هافمن (۱۹۷۹-۱۹۷۶)                |
| جرالد «پریچر» وارنک (۱۹۸۵-۱۹۸۲)                |  | کارستن دیوید (۱۹۷۹-۱۹۷۶)     |  | ولفگانگ «هاشه» هاگمن (۱۹۸۷-۱۹۷۹)       |
| مایکل "ماجک موتی" کوپر (۱۹۹۰-۱۹۸، درگذشت ۲۰۲۳) |  | ماتیاس کافمن (۱۹۸۲-۱۹۷۹)     |  | استفان شوارتزمن (۱۹۸۸-۱۹۸۷، ۱۹۹۳-۱۹۹۲) |
| اکسل مورگان (۱۹۹۳–۱۹۹۰)                        |  | استفان بوریس (۱۹۸۷-۱۹۸۲)     |  | ایین فینلی (۱۹۹۰-۱۹۸۸)                 |
| تیلو هرمان (۲۰۰۱–۱۹۹۴)                         |  | ینس بکر (۱۹۹۲-۱۹۸۷)          |  | یورگ مایکل (۱۹۹۰، ۱۹۹۸-۱۹۹۴)           |
| برند اوفرمن (۲۰۰۴–۲۰۰۲)                        |  | توماس اسموزینسکی (۲۰۰۲–۱۹۹۲) |  | رودیگر «ای سی» درفین (۱۹۹۲-۱۹۹۰)       |
|                                                |  | پیتر پیچل (۲۰۰۹–۲۰۰۲)        |  | کریستوس افتیمیادیس (۱۹۹۹–۱۹۹۸، ۲۰۰۱)   |
|                                                |  | یان اس. اکرت (۲۰۰۹)          |  | آنجلو ساسو (۲۰۰۲-۲۰۰۰؛ درگذشت ۲۰۰۷)    |
|                                                |  |                              |  | ماتیاس لیبتروت (۲۰۰۹–۲۰۰۲)             |

## آلبوم‌ها
| آلبوم‌های استودیویی:               | آلبوم‌های تلفیقی:                                                |  | دی‌وی‌دی‌ها:                                         |
| Gates to Purgatory (1984)         | The First Years of Piracy (1991)                                |  | Running Wild Live (DVD) (2002)                    |
| Branded and Exiled (1985)         | The Story of Jolly Roger (1998)                                 |  | The Final Jolly Roger (2011)                      |
| Under Jolly Roger (1987)          | The Legendary Tales (2002)                                      |  | انتشارات تقسیم شده:                               |
| Port Royal (1988)                 | 20Years in History (2003)                                       |  | Rock From Hell: German Metal Attack (1983)        |
| Death or Glory (1989)             | Best of Adrian (2006)                                           |  | Death Metal (1984)                                |
| Blazon Stone (1991)               | Black Demons on Stage (2010)                                    |  | Metal Attack Vol. 1 (1985)                        |
| Pile of Skulls (1992)             | Greatest Hits (2011)                                            |  | آلبوم‌های ادای احترام:                             |
| Black Hand Inn (1994)             | Riding the Storm: Very Best of the Noise Years 1983-1995 (2016) |  | Rough Diamonds - A Tribute to Running Wild (2005) |
| Masquerade (1995)                 | تک آهنگ‌ها و چند آهنگه‌ها:                                        |  | The Revivalry – A Tribute to Running Wild (2005)  |
| The Rivalry (1998)                | Victim of States Power (1984)                                   |  | ReUnation – A Tribute to Running Wild (2009)      |
| Victory (2000)                    | Wild Animal (1990)                                              |  |                                                   |
| The Brotherhood (2002)            | Little Big Horn (1991)                                          |  |                                                   |
| Rogues en Vogue (2005)            | Lead or Gold (1992)                                             |  |                                                   |
| Shadowmaker (2012)                | The Privateer (1994)                                            |  |                                                   |
| Resilient (2013)                  | The Rivalry (1998)                                              |  |                                                   |
| Rapid Foray (2016)                | Revolution (2000)                                               |  |                                                   |
| Blood on Blood (2021)             | Crossing the Blades (2019)                                      |  |                                                   |
| آلبوم‌های زنده:                    |                                                                 |  |                                                   |
| Ready for Boarding (1988)         |                                                                 |  |                                                   |
| Death or Glory Tour – Live (1989) |                                                                 |  |                                                   |
| Live (2002)                       |                                                                 |  |                                                   |
| The Final Jolly Roger (2011)      |                                                                 |  |                                                   |